# Réda Johnson
Réda Johnson, né le 21 mars 1988 à Marseille (France), est un footballeur international béninois qui évolue au poste de défenseur à Eastleigh.

## Biographie

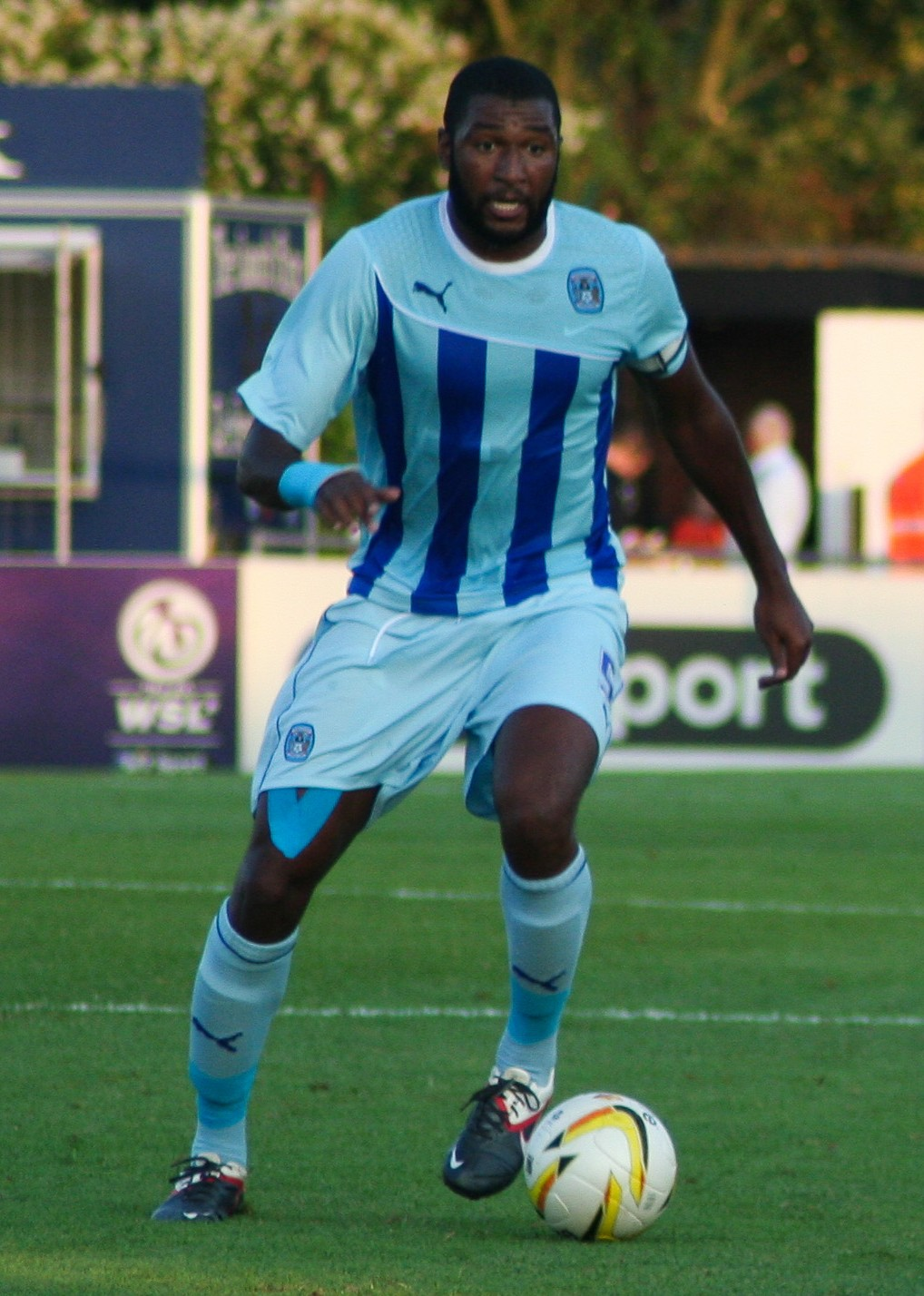
Réda Johnson.

Il naît d'un père français d'origine béninoise et d'une mère algérienne championne d'athlétisme. Sa mère vit à Marseille avec son demi-frère, Bryan, qui a joué au Centre de Formation de l'Olympique de Marseille en suivant le même chemin que son frère avant d'arrêter le football pour se consacrer à ses études. 
Réda Johnson possède la double-nationalité franco-algérienne. Il décide cependant de défendre les couleurs du Bénin, en sélection.
Après être passé dans les équipes de jeunes du FC Gueugnon et de l'Olympique de Marseille, puis être relégué en National avec Amiens SC, il signe un contrat de 2 ans en juillet 2009 au Plymouth Argyle, en Angleterre. Le 4 janvier 2011, il signe au club de Sheffield Wednesday. Le 6 mai 2014 il est libéré du club de Sheffield.
Il déclare initialement qu'il souhaite défendre les couleurs de l'équipe d'Algérie. Pourtant, en février 2009, il donne son accord pour jouer pour l'équipe du Bénin. Il débute en sélection béninoise le 11 février 2009, contre l'Algérie.